# Libra (album)
Pour les articles homonymes, voir Libra.
Albums de Toni Braxton
More Than a Woman
(2002) Pulse
(2010)
Singles
1. Please
Sortie : 30 mai 2005
2. Trippin' (That's The Way Love Works)
Sortie : 26 septembre 2005
3. Take This Ring
Sortie : Décembre 2005
4. Suddenly
Sortie : Février 2006
5. The Time of Our Lives
Sortie : 15 juin 2006

Libra est le cinquième album de la chanteuse américaine Toni Braxton, sorti le 27 septembre 2005. L'opus débute à la 4e position du Billboard 200 et à la 2nd place du Billboard Top R&B/ Hip-Hop Albums, en se vendant à 441 000 exemplaires rien qu'aux États-Unis, selon la Nielsen SoundScan.
L'album génère quatre single: Please, qui s'érige à la 36e place du Billboard Hot R&B/Hip-Hop Songs, Trippin' (That's The Way Love Works), qui atteint la 60e place au Billboard Hot R&B/Hip-Hop Songs, Take This Ring, qui obtient la 12e meilleure position du Billboard Bubbling Under R&B/Hip-Hop Singles et Suddenly, qui ne parvient pas à rentrer dans les charts.
La pochette de l'album est incluse dans la liste des pochettes d'albums les plus sexy de tous les temps, par le magazine Maxim.
L'opus étant ré-édité, propose le single The Time of Our Lives en duo avec Il Divo, officiant d'hymne  de la coupe du monde de football de 2006.

## Historique
Après avoir rompu son contrat avec sa maison de disques de ses débuts Arista pour causes de manques de promotion de son dernier opus More Than a Woman, sortit en 2002, Toni Braxton signe chez Blackground Records.

## Composition
L'album débute avec Please, titre R&B produit par Scott Storch, qui dévoile les moments de gloire d'antan de l'interprète. Le second extrait Trippin' (That's The Way Love Works), est une ballade R&B, composée par Bryan-Michael Cox. Le troisième morceau What's Good, est une ballade, qui parle de ce qui est bien, s'appuie sur le titre In My Wildest Dreams du groupe Isley Brothers. La quatrième chanson Take This Ring, qui parle de rupture, est composée par Rich Harrison, est alors comparée au tube 1 Thing de la chanteuse Amerie, aussi produit par Harrison.
"Suddenly", qui n'apparaît que sur l'édition européenne de l'album, est relativement jazz dans son ensemble. "I Wanna Be (Your Baby)" est une ballade R&B, écrite par Babyface et Daryl Simmon. "Sposed To Be" est une "chanson tranquille" composée d'un claquement des doigts, comparée  au travail de Anita Baker. "Finally", une ballade R&B, peut faire référence de par sa structure et de ses paroles à l'un de ses anciens tubes «Breathe Again». "Shadowless" est une ballade guitare acoustique dans lequel elle chante un amour perdu et le moyen de gagner de nouveau.

## Singles
Le 30 mai 2005, elle publie le 1er single Please, qui s'érige à la 36e place du Billboard Hot R&B/Hip-Hop Songs. Le vidéoclip qui accompagne la musique est dirigé par Chris Robinson. Il y dévoile Toni, habiller de manière très classe, en costard, en train de danser
Toni Braxton Please vidéo officielle sur Youtube
Le 26 septembre 2005, elle propose Trippin' (That's The Way Love Works) qui atteint la 60e place au Billboard Hot R&B/Hip-Hop Songs, qui ne bénéficie pas de vidéoclip.
En décembre 2005, elle fait paraitre Take This Ring qui obtient la 12e meilleure position du Billboard Bubbling Under R&B/Hip-Hop Singles, qui ne bénéficie pas de vidéoclip.
En février 2006, elle présente Suddenly qui ne parvient pas à rentrer dans les charts et qui ne bénéficie pas de vidéoclip.
Le 15 juin 2006, le titre The Time of Our Lives en duo avec Il Divo, officiant d'hymne  de la coupe du monde de football de 2006, parait en single. La chanson s'érige au 24e rang en Autriche et en Italie, à la 17e position en Allemagne, à la 16e place au Norvège, à la 8e position en Suisse et sérige à la 52e position au classement en Europe. Le vidéoclip de la chanson est réalisé par Nigel Dick. Il y démontre le groupe Il Divo chantant dans un stade, alternant tantôt avec des scènes ou Toni Braxton chante dans un grand écran tantôt avec des scènes de matchs de football. Il Divo & Toni Braxton The Time Of Our Lives vidéo officielle Youtube

## Performance commerciale
L'opus débute à la 4e position du Billboard 200 et à la 2nd place du Billboard Top R&B/ Hip-Hop Albums, en se vendant à 441 000 exemplaires rien qu'aux États-Unis, selon la Nielsen SoundScan.

## Liste des titres et formats
| No  | Titre                                | Producteur(s)                           | Durée |
| --- | ------------------------------------ | --------------------------------------- | ----- |
| 1.  | Please                               | Scott Storch                            | 3:57  |
| 2.  | Trippin' (That's The Way Love Works) | Bryan-Michael Cox, Keri Lewis, WyldCard | 4:05  |
| 3.  | What's Good                          | Bryan-Michael Cox, Keri Lewis           | 4:14  |
| 4.  | Take This Ring                       | Rich Harrison                           | 4:35  |
| 5.  | Midnite                              | Soulshock & Karlin                      | 4:11  |
| 6.  | I Wanna Be (Your Baby)               | The Underdogs, Babyface                 | 3:48  |
| 7.  | Sposed to Be                         | Antonio Dixon                           | 4:07  |
| 8.  | Stupid                               | Cory Rooney, Keri Lewis, Dan Shea       | 3:36  |
| 9.  | Finally                              | Dixon                                   | 3:30  |
| 10. | Shadowless                           | Keri Lewis                              | 3:57  |

### European edition
| No  | Titre                                | Producteur(s)                           | Durée |
| --- | ------------------------------------ | --------------------------------------- | ----- |
| 1.  | Please                               | Scott Storch                            | 3:57  |
| 2.  | Trippin' (That's The Way Love Works) | Bryan-Michael Cox, Keri Lewis, WyldCard | 4:05  |
| 3.  | What's Good                          | Bryan-Michael Cox, Keri Lewis           | 4:14  |
| 4.  | Suddenly                             | Richard Marx                            | 4:43  |
| 5.  | Take This Ring                       | Rich Harrison                           | 4:35  |
| 6.  | Midnite                              | Soulshock & Karlin                      | 4:11  |
| 7.  | I Wanna Be (Your Baby)               | The Underdogs, Babyface                 | 3:48  |
| 8.  | Sposed to Be                         | Antonio Dixon                           | 4:07  |
| 9.  | Stupid                               | Cory Rooney, Keri Lewis, Dan Shea       | 3:36  |
| 10. | Finally                              | Dixon                                   | 3:30  |
| 11. | I Hate You                           | The Underdogs                           | 4:01  |
| 12. | Shadowless                           | Keri Lewis                              | 3:57  |
| 13. | Long Way Home                        | Soulshock & Karlin                      | 4:32  |

| 14. | The Time of Our Lives (en duo avec Il Divo) | Steve Mac | 4:49 |

- Notes
  -  "What's Good" contient un extrait de la chanson "In All My Wildest Dreams" de Joe Sample
  -  "Take This Ring" contient un extrait de la chanson "Here Comes the Meter Man" de The Meters, Leo Nocentelli, Art Neville, George Porter, Jr., Ziggy Modeliste|Joseph Modeliste

## Classement
| Chart (2005)                | Peak position |
| --------------------------- | ------------- |
| Allemagne                   | 60            |
| Suisse                      | 25            |
| U.S. Billboard 200          | 4             |
| U.S. Top R&B/Hip-Hop Albums | 2             |